# NSU 7/34 PS
La 7/34 PS è un'autovettura di fascia media prodotta dal 1928 al 1932 dalla Casa automobilistica tedesca NSU. Pochi mesi dopo il suo lancio, tale modello cambiò la denominazione ufficiale in Modell 405.

## Storia e profilo
Lanciata nella seconda metà del 1928 in sostituzione della 6/30 PS, la 7/34 PS non fu altro che un'evoluzione del modello che la precedette. Vennero infatti apportate modifiche meccaniche un po' ovunque, le più consistenti delle quali interessarono il propulsore. A dirigere questo progetto fu il neo-direttore del reparto progettazione della NSU, Karl Rank. Supportato dall'ingegner Friedrich Frommhold, condusse diversi test su strada allo scopo di verificare che la vettura non avesse a lamentare le stesse noie che invece a suo tempo avevano compromesso la carriera della 6/30 PS. Durante una traversata della Foresta Nera vennero riscontrati dei problemi di eccessivo riscaldamento del motore, specialmente dopo aver affrontato tratti in salita. Tali problemi vennero risolti adottando una nuova riduzione finale per la trasmissione e ridisegnando le camere di scoppio. Poco prima della presentazione al pubblico, la 7/34 PS venne sotto posta ad un durissimo tour de force sul tracciato del Nürburgring, una prova che prevedeva ben 20.000 km di guida con tecnici e piloti che si alternavano a turno giorno e notte. La vettura, stavolta, non presentò inconvenienti di sorta.
Durante i primi otto mesi del 1928, il progetto fu quindi portato avanti velocemente, tant'è vero che se la presentazione ufficiale era stata fissata per il Salone di Berlino nel mese di novembre, le prime consegne vennero effettuate già nel mese di settembre.

### Caratteristiche
La 7/34 PS derivava direttamente dal modello precedente, la 6/30 PS, rispetto al quale la maggior parte delle differenze erano concentrate nel motore. Mantenendo infatti invariata l'architettura di base a 6 cilindri in linea, l'alesaggio dei cilindri venne aumentato di 1,2 mm (da 60,8 a 62 mm, per l'esattezza), mentre la corsa rimase invariata. Ne conseguì una cilindrata complessiva di 1781 cm³ ed un aumento di potenza massima pari a 4 CV, per un totale di 34 CV a 3200 giri/min. Oltre a ciò, altre differenze con il vecchio 1.6 della 6/30 PS stavano nella differente fasatura dell'asse a camme e nell'impiego di bielle rinforzate. Lo schema della distribuzione a valvole laterali rimase invece invariato. Fra le altre novità va segnalato anche un aggiornamento nel circuito di raffreddamento che serviva a far defluire più velocemente l'acqua calda dal motore, ed una diversa rapportatura del cambio, comunque sempre del tipo manuale a 3 marce. Per il cambio fu inoltre realizzato un nuovo alloggiamento e un nuovo albero di trasmissione.
Molte meno le novità relativa al telaio, la più rilevante delle quali fu il fatto che il telaio della 7/34 PS poteva essere scelto fra tre differenti misure di passo, e cioè 2,815 (ossia la misura del passo della 6/30 PS), 2,820 o 2,935 metri. Per il resto rimasero inalterate le tradizionali soluzioni relative alla meccanica telaistica, ossia sospensioni ad assale rigido con molle a balestra e freni a tamburo sulle quattro ruote.

### La carriera commerciale

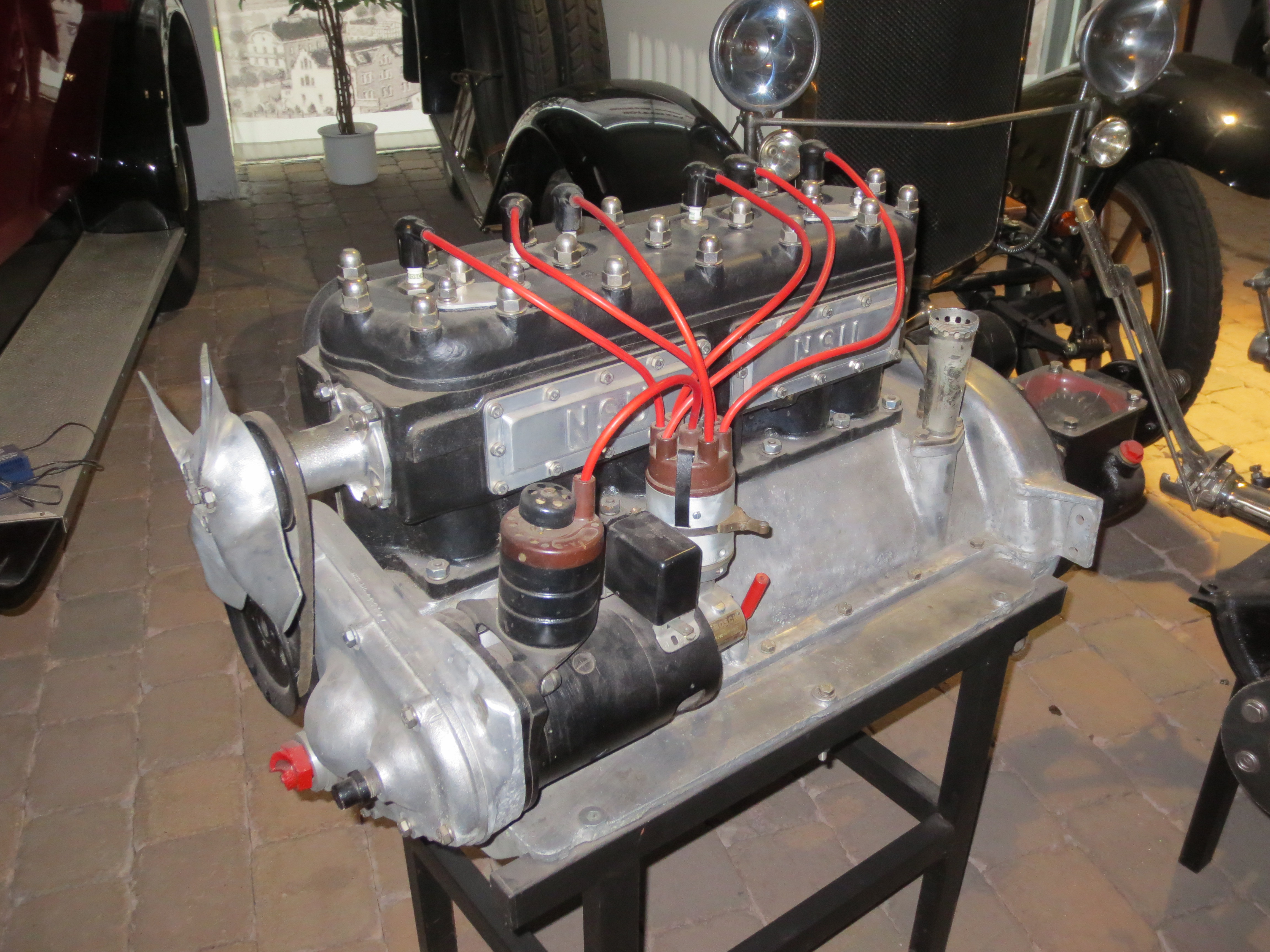
Il motore 1.8 a valvole laterali della 7/34 PS

Al suo lancio, a 7/34 PS fu proposta in ben sei varianti: accanto alle ormai classiche limousine e double-phaeton trovarono posto nella gamma anche le varianti roadster e cabriolet (anch0esse già proposte nella gamma della 6/30 PS), nonché due inedite varianti taxi e furgoncino. I prezzi partirono da 5.550 RM.
Ma la 7/34 PS debuttò proprio nel periodo in cui la Casa di Neckarsulm, ormai irrimediabilmente schiacciata dai debiti, sarebbe stata di lì a non molto rilevata dalla Fiat. Durante la prima metà del 1929 la NSU passò quindi nell'orbita del colosso italiano, il quale non tardò ad attuare misure atte a ristabilizzare le sorti del costruttore tedesco. Tra queste misure non mancarono anche soluzioni relative alle politiche di marketing, ma anche aggiornamenti alla gamma NSU, che in quell'inizio del 1929 era composta unicamente dalla 7/34 PS. A pochi mesi dal lancio, essa ricevette un nuovo basamento, nuovi supporti di banco per l'albero a gomiti, una testata con valvole maggiorate ed un asse a camme modificato. Inoltre il prezzo per la versione di attacco venne ribassato a 5.200 RM. In seguito, altri aggiornamenti al telaio ed alla sua meccanica videro la collaborazione dei tecnici della Casa torinese. Dopo aver subito tutti questi aggiornamenti, compreso un lavoro di affinamento al sistema di raffreddamento, anche la denominazione della vettura mutò per divenire Modell 405.
Anche in questa nuova veste, la vettura fu sottoposta come l'anno precedente ad un severissimo test sul Nürburgring, ed anche in questo caso non vennero rilevati problemi dopo i 20.118 km percorsi in 18 giorni alla media di circa 50 km/h. Anche il circuito di raffreddamento parve non soffrire più. Come Modell 405, la 7/34 PS era finalmente divenuta una vettura in salute e andò a costituire uno dei modelli più interessanti fra quelli presenti nella stessa fascia di mercato in quella fine degli anni '20 del XX secolo. Vennero condotti in seguito altri test, tutti terminati con esito soddisfacente. Ma alla fine del 1929 vi fu l'arrivo della Grande depressione conseguente al crollo della borsa di Wall Street, che tagliò in maniera drastica il mercato, specialmente di oggetti all'epoca ancora di lusso come l'automobile. La stessa Modell 405 subì ripercussioni negative sul piano delle vendite. Tali ripercussioni si sarebbero prolungate fino al 1932, anno in cui la gestione Fiat decise di cessare la produzione della Modell 405.